# Petrina Solange
Petrina Solange Karlsson, känd under sina förnamn Petrina Solange, född 21 augusti 1990 i Angola, är en svensk standupkomiker.

## Biografi
Solange föddes i Angola. Hon har två syskon. Petrina Solange är uppvuxen i Degeberga. På gymnasiet gick hon musiklinjen i Kristianstad och har spelat i sambaband. Senare studerade hon danska en termin vid Lunds universitet.

## Karriär
Utöver sin karriär som ståuppkomiker har Solange ingått i radioprogrammet Tankesmedjans redaktion och har även arbetat som manusförfattare till talkshowen Robins. 2014 var hon med och gjorde radioprogrammet Specialisterna i P3 tillsammans med Simon Gärdenfors, Anton "Mr Cool" Magnusson och Maria Grudemo El Hayek. Sedan 2015 driver hon stå upp-klubben Under Jord i Malmö. Sedan 2017 sänder Solange det nyhetskommenterande poddradioprogrammet Måndag tillsammans med Armann Hreinsson och Johannes Finnlaugsson, oftast inspelad inför livepublik.
År 2017 medverkade hon i tv-serien  Bonusfamiljen i rollen som Nikki, året därpå i Mina problem. Hon medverkade i julkalendern Panik i tomteverkstan 2019. År 2020 spelade hon Helen i filmen Berts dagbok. I mars samma år hade hennes första soloshow Nu är jag här premiär.

## Utmärkelser
År 2013 vann hon utmärkelsen "Årets nykomling" på Svenska stand up-galan och hon korades till "Årets kvinnliga komiker" på 2015 års gala. Solange vann även priset åren 2019 och 2020.
Åren 2019 och 2020 nominerades Petrina Solange till ”Årets skåning”.

## Medverkan i TV (urval)
- 2017 – Släng dig i brunnen (TV-serie)
- 2017 – Parlamentet (TV-serie), säsong 30, avsnitt 8
- 2019 – Panik i tomteverkstan (TV-serie)
- 2021 – Alla mot alla med Filip och Fredrik (TV-serie), med Henrik Schyffert respektive Olle Sarri i säsongerna 5 och 6.
- 2021 – Bonusfamiljen, säsong 4 (TV-serie)
- 2021 – Folk med ångest (TV-serie)
- 2022 – Petrina Solange - Nu är jag här (TV-serie)
- 2023 – Rostmacka (TV-serie)